# Інститут Бгактіведанти
Інститут Бгактіведанти (англ. Bhaktivedanta Institute) був заснований в 1976 році за ідею Бхактіведанти Свамі Прабхупади, як некомерційний релігійний дослідний і освітній інститут для проведення досліджень взаємозв'язку між  наукою, суспільство м і релігією. З моменту осонованія і до 2006 року міжнародним директором інституту був Т. Д. Сінх (Бхактісварупа Дамодара Свамі) . Інститут має близько 80 постійних співробітників і філії в Мумбаї, Сан-Франциско, Париж, Тірупаті і  Калькутті, а також підрозділи в багатьох країнах світу, в тому числі і Росії.
Головним напрямком роботи Інституту є проведення досліджень альтернативних парадигм, необхідних як в науці, так і в  релігії, для систематичного вивчення та розуміння аспектів не піддаються некількісних оцінками — особливо природи життя і свідомості. Діяльність Інституту в цій галузі включає в себе публікацію книг, інтерв'ю і  монографій, так само як і організацію семінарів і конференцій. Інститут також проводить спеціальні програми для студентів, як наприклад лекції у навчальних
закладах, тривалі курси підготовки, літні табори, дискусії і конкурси написання есе. Світовий Конгрес «Синтез науки і релігії», що проходив у 1986 рік у в Мумбаї — це перший міжнародний конгрес, організований та проведений Інститутом Бгактіведанта. Згодом Інститут організував наступні Когрес:
- Перший міжнародний конгрес з вивчення свідомості в сучасній науці. (Каліфорнійський університет, Сан-Франциско, 1990 рік)
- Другий всесвітній конгрес «Синтез Науки і Релігії». (Колката, 1997 рік)
- Другий міжнародний конгрес про Життя та її причини. (Рим, 2004 рік)